# Concha bullosa

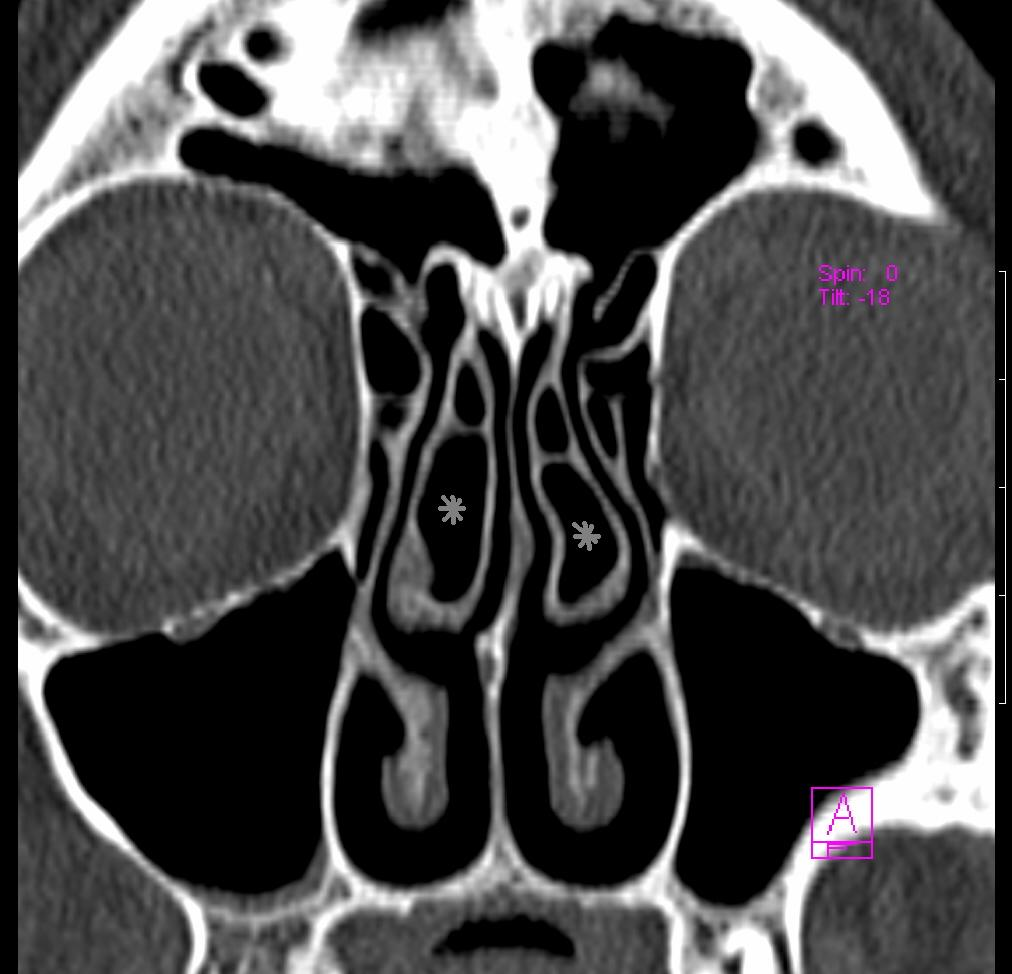
Concha bullosa bilatérale en scanner (coupe coronale)

La concha bullosa désigne la pneumatisation du cornet nasal moyen. 
Il s'agit d'une variante anatomique fréquente, retrouvée chez près de la moitié de la population. Elle est bilatérale dans la moitié des cas. 
L'existence d'une concha bullosa peut être un facteur de confinement du sinus maxillaire homolatéral en participant à un rétrécissement du complexe infundibulo-méatique aux côtés d'autres variantes anatomiques (cellules de Haller, anomalies du processus unciforme, déviation septale). Ce confinement du sinus entraîne à son tour la survenue d'une sinusite chronique.
La présence d'une concha bullosa est associée de façon significative à une déviation controlatérale du septum nasal. 